# Нистор, Ион
Ион Нистор Янку (Нистор Йон-Янку; рум. Ion Nistor; 4 (17) августа 1876 года, с. Биволерие Сучавского уезда (Южная Буковина), Австро-Венгрия — 11 ноября 1962, Бухарест, Румыния) — румынский историк, политический и государственный деятель Австро-Венгрии и Румынии, академик Академии Наук Румынии, ученый, педагог и ректор Черновицкого университета.

## Биография
Закончив Радовецкий немецкий лицей (1897) и философский факультет Черновицкого университета (1904), работал преподавателем лицеев в Сучаве (1904—1907) и в Черновцах (1907—1908).
После обучения (1908—1911) в университете Вены, а также университетах Бухареста, Мюнхена, Берлина, где Нистор посещал занятия по истории (общей и средневековой), византологии, палеографии, славистике, этнологии, политической экономике у историков Д. Ончула, Н.Йорги, А.-Д.Ксенопола, слависта К.-Й.Йиричека, экономиста К. Лампрехта и др. Завершил для Вены две работы: докторскую «Молдавские претензии на Покутье» (1910) и хабилитационную «Внешнеторговые связи Молдавии XIV—XV вв.» (1911), которая была отмечена премией АН Румынии.
В 1911 году стал приват-доцентом кафедры юго-восточной европейской истории в Венском университете, а с 1912 (до 1940) — профессором и заведующим такой же кафедры в Черновицком университете, в основном излагая историю Румынии и Буковины.
Ректор Черновицкого университета (1920—1921 и 1933—1940).
Нистор — почетный член Чешской академии (1935), участник многочисленных международных конгрессов историков.
Начав с активного членства в национальных обществах: «Junimea» («Молодежь»; президент 1898—1899), Общество румынской культуры и литературы Буковины, «Румынская школа», «Румынский клуб» и др., стал членом правления Национально-либеральной партии Румынии и постоянным членом правительства.
В 1918—1919 годах был министром румынского правительства по управлению Буковиной с правом выдачи ординаций-законов (1918—1919), основал Демократическую партию объединения, с печатным органом «Glasul Bucovinei»; закрыл немецкие лицеи, ввел румынский язык в органах управления; способствовал румынизации немецкоязычного Черновицкого университета и Буковины.
Впоследствии Нистор был министром — делегатом Буковины в правительстве Брэтиану (1922—1926), принимая участие в создании новой конституции Румынии (23 марта 1923); министром общественных работ (1927—1928); сенатором права (1928—1933); государственным секретарем по этническим меньшинствам (1933) в министерстве труда, здравоохранения и социальной защиты (1935—1937); министром труда (1937—1939) и министром культуры и искусства (1939—1940).
Отмечен 10 орденами Румынии («Звезда Румынии», Короной Румынии, Крестом, орденом Фердинанда) и 4 орденами других государств.
Нистор резко выступал против коммунизма, социал-демократии и национал-социализма, а впоследствии — против присоединения Бессарабии и Буковины к УССР.
Нистор не был привлечен к правительству Й. Антонеску, однако оставлен профессором философского факультета в Бухаресте (1940—1941).
С 1941 — на пенсии, продолжая быть директором коллекции библиотеки Академии Наук Румынии (1940—1945).
С образованием Румынской Народной Республики лишен членства в Академии Наук Румынии (10 июня 1948) и заключен без суда в Сигет (с 1948 года по 8 июля 1955 год).
Умер 11 ноября 1962 года в г. Бухарест.

## Взгляды
Опубликовал документальные источники по истории средневековой Молдовы. Нистор сначала выступал против теории «исторического права», однако во время Первой мировой войны стал последователем этой дисциплины.
В ряде трудов («Молдавские претензии на Покутье», Вена, 1910; «Румыны и русины на Буковине», Бухарест, 1915; «Национальная борьба на Буковине», Бухарест, 1918) Нистор доказывал, что славянские топонимы в Молдавии происходят от славянских племен, которые двигались в 4-5 ст. на Балканский полуостров; что молдавская территория никогда не была владением Галицкого княжества, а русинский язык официально не употреблялся в Молдове. Что румыны — единственное автохтонное население Буковины; украинцы на Буковине — это выдумка австрийцев после 1848 года.
Эту антиукраинскую теорию, которую отрицали буковинские ученые Раймунд Фридрих Кайндль, С. Смаль-Стоцкий, М. Кордуба и др., Румыния использовала 1918—1919 года на Парижской мирной конференции для оправдания оккупации части Буковины, которая сегодня принадлежит Украине.

## Научная деятельность
Ион Янку Нистор — автор более 300 научных трудов, занимался проблемами истории румынского народа с 14 до нач. 20 ст., вопросами литературы, образования, искусства и культуры Буковины.
Обогатил 44-томную документальную подборку братьев Гурмузаки на 5 томов новых материалов.
Важнейшие произведения:
- «Стефан Великий» (1904);
- «Внешние коммерческие связи Молдавии в XIV—XVI вв.» (1911);
- "Румынская таможня в XV—XVI вв. (1912);
- «Взгляд на историю образования на Буковине» (1912);
- «Румыны и украинцы Буковины» (1915);
- "Происхождение названия «Буковина» (1915);
- «Румыны и русины из Буковины» (1923);
- «Чехо-словаки и румыны» (1930);
- «История церковного фонда Буковины» (1931);
- «Монастыри Буковины» (1931);
- «Александр Добрый» (1932);
- «Украинский вопрос в свете истории» (1934);
- «Некоторые воспоминания со времен воссоединения» (1938);
- «Воссоединения Буковины с Румынией» (1940);
- «Украина в зеркале молдавских хроник» (1942);
- «История Бессарабии» (1923-51);
- «Бессарабия и Буковина» (1939);
- «История Буковины» (1951-91, из рукописи опубликована в 1991) .